# Теніс на літніх Олімпійських іграх 1920
Тенісний турнір на VII Літніх Олімпійських іграх 1920 року в Антверпені проходив з 16 по 24 серпня. Участь у турнірі взяли 75 спортсменів з 14 країн світу (52 чоловіки та 23 жінки).
Наймолодша учасниця тенісного турніру — Елізабет Брем з Данії (19 років 18 днів).
Найстарша учасниця — Вініфред МакНейр з Великої Британії (43 роки 8 днів).

## Медальний залік
| Загальна кількість медалей |                 |        |        |        |        |
| Місце                      | Країна          | Золото | Срібло | Бронза | Всього |
| 1                          | Велика Британія | 2      | 3      | 1      | 6      |
| 2                          | Франція         | 2      | 0      | 2      | 4      |
| 3                          | ПАР             | 1      | 0      | 1      | 2      |
| 4                          | Японія          | 0      | 2      | 0      | 2      |
| 5                          | Чехословаччина  | 0      | 0      | 1      | 1      |

## Переможці в розрядах
| Дисципліна                 | Золото                         | Срібло                          | Бронза                         |
| Чоловічий одиночний розряд | Луїс Раймонд                   | Ічія Кумаге                     | Чарльз Вінслоу                 |
| Жіночій одиночний розряд   | Сюзанн Ланглен                 | Дороті Хольман                  | Кітті Маккейн                  |
| Чоловічий парний розряд    | Ноел Торнбул Макс Вуснам       | Ічія Кумаге Сеїхіро Кашіо       | Макс Декю П'єр Альбаран        |
| Жіночій парний розряд      | Вініфред Макнейр Кітті Маккейн | Джеральдін Беміш Дороті Хольман | Сюзанн Ланглен Елізабет д'Аєн  |
| Змішаний розряд            | Сюзанн Ланглен Макс Декю       | Кітті Маккейн Макс Вуснам       | Мілада Скрбкова Ладіслав Земла |